# Чернушское сельское поселение
Черну́шское се́льское поселе́ние — муниципальное образование в составе Кильмезского района Кировской области России.
Центр — посёлок Чернушка.

## История
Чернушское сельское поселение образовано 1 января 2006 года согласно Закону Кировской области от 07.12.2004 № 284-ЗО.

## Население
| 2010 | 2012 | 2013 | 2014 | 2015 | 2016 | 2017 |
| ---- | ---- | ---- | ---- | ---- | ---- | ---- |
| 790  | ↘747 | ↘687 | ↘650 | ↘619 | ↘588 | ↘550 |
| 2018 | 2019 | 2020 | 2021 |      |      |      |
| ↘522 | ↘483 | ↘470 | ↘372 |      |      |      |

## Состав
В состав поселения входят 5 населённых пунктов (население, 2010):
- посёлок Чернушка — 362 чел.;
- посёлок Аркульский — 155 чел.;
- посёлок Максимовский — 158 чел.;
- деревня Салья — 47 чел.;
- посёлок Саринка — 68 чел.